# Aleksander II. Gika
Aleksander II. Gika (romunsko Alexandru Dimitriu Ghica) je bil vlaški knez (1834-1842) in  kajmakam (1856-1858),  * 1796, Vlaška, † januar 1862, Neapelj, Italija.

## Življenjepis
Aleksander je bil član albanske družine Gika, mlajši sin Dimitrija Aleksandra Gike in Marije Vekeresku. Starejši brat Grigorij IV. Gika je bil od leta 1822 do 1828 vlaški knez, oče pa je skoraj petdeset let zasedal visoke državne položaje. Od leta 1769 do 1804 je bil na položaju velikega bana.
Donavski kneževini Vlaška in Moldavija sta bili od leta 1828 do 1834 pod rusko okupacijo in rusko vojaško upravo. Aleksander Gika je v tem času sodeloval z ruskim generalom Pavlom Dimitrijevičem Kiseljevim, načelnikom ruske carske uprave donavskih kneževin. 
2. aprila 1834 ga je na priporočilo generala Kiseljeva  turška vlada imenovala za vlaškega kneza. Postal je prvi od reglementskih vladarjev Vlaške. Poleti 1831 so osmanske oblasti objavile tako imenovani Organski statut  (romunsko Regulamentul Organic), ki je urejal politične, gospodarske, finančne in upravne zadeve.
Leta 1837 je knez  Aleksander Gika prišel v konflikt z Zakonodajno skupščino zaradi svojega odloka, s katerim je kmetom dovolil selitev v mesta. Odlok je razjezil predvsem vlaške bojarje, lastnike velikih zemljiških posesti, ki so ostali brez cenene delovne sile. Knez je hkrati poskušal omejiti pristojnosti državnega zbora z zahtevo, da morata vse zakone odobriti Rusija in Turčija, kar je naletelo na velik odpor republikancev.  Aleksander Gika je s pomočjo Rusije in Turčije opozicijo povsem zatrl.
Leta 1840 je južno od Budimpešte sebi v čast  ustanovlil mesto Aleksandrija. Leta 1842 je od turškega sultana Abdula Medžida I. prejel častno orožje – sabljo.
Istega leta so zagovorniki združenja donavskih kneževin proti njemu  organizirali zaroto, katero so oblasti razkrile. Vodjo zarotnikov Nikolaja   Belchescuja so aretirali. Naslednje leto se je Zakonodajna skupščina zaradi njegovega neprimernega vladanja pritožila ruskim in turškim oblastem. 7. oktobra 1842 je bil obtožen kršenja določil Organskega statuta in razrešen s položaja kneza.
Julija 1856 je osmanska vlada  Aleksandra Giko imenovala za kajmakama Vlaške. Položaj je moral oktobra 1858 zapustiti. Namesto njega so bili imenovani trija kajmakami, Ioan Manu, Emanoil Băleanu in  Ioan Filipide, ki so zagovarjali združitev Vlaške in Moldavije.
Aleksander Gika je emigriral v Italijo, kjer je v Neaplju januarja 1862 umrl. Pokopali so ga v Bukarešti. Leta 1994 so njegove posmrtne ostanke prenesli v cerkev v Aleksandriji.

## Vira
- Hippolyte Castille. Le Prince Alexandre Ghika IX Caïmacam de Valachie et Nicolas Conaki Vogoridès Caïmacam de Moldavie. Ferdinand Sartorius Éditeur, Pariz, 1857.
- Alexandru Dimitrie Xenopol.  Histoire des Roumains de la Dacie trajane: Depuis les origines jusqu'à l’union des principautés Tome II de 1633 à 1859. Editeur Ernest Leroux, Pariz, 1896.

| Aleksander II. Gika Rojen: 1796 Umrl: januar 1862 |                       |                                                    |
| Vladarski nazivi                                  |                       |                                                    |
| Predhodnik: Ruska okupacija                       | Vlaški knez 1834–1842 | Naslednik: Georgiu Bibescu                         |
| Predhodnik: Avstrijska okupacija                  | Kajmakam 1856–1558    | Naslednik: Ioan Manu Emanoil Băleanu Ioan Filipide |